# الجهاز المركزي للتعبئة العامة والإحصاء (مصر)
الجهاز المركزي للتعبئة العامة والإحصاء هو الجهاز الرسمي للإحصاء في مصر ويتبع وزير التخطيط والتنمية الاقتصادية. يقوم الجهاز بجمع ومعالجة وتحليل ونشر كل البيانات الإحصائية والتعداد السكاني. تم تأسيس الجهاز المركزي للتعبئة العامة والإحصاء بموجب قرار رئيس الجمهورية 2915 لعام 1964، وهو الجهة الرسمية لتوفير البيانات والإحصاءات والتقارير، وهنالك جهات أخرى توفر البيانات منها الوزارات والأجهزة والسلطات والجامعات ومراكز المعلومات والمراكز البحثية والمنظمات الدولية. تدعم أعمال الجهاز المركزي كلاً من التخطيط في الدولة وتقييم سياسة اتخاذ القرارات، ولديه موارد بشرية جيدة التدريب وخبراء تقنيين من مستوى عالٍ ويعتمد على الحوسبة مؤخراً.

## إحصاءات
- إحصاءات حكومية.
- أهم مؤشرات بحث الدخل والإنفاق والإستهلاك؛ يعتبر مسح الدخل والإنفاق والاستهلاك أحد أهم المسوح القومية التي ينفذها الجهاز بصفة دورية.
- أهم مؤشرات الفقر لبيانات بحث الدخل والإنفاق والإستهلاك.
- أسعارالمستهلكين.
- تجارة خارجية.
- القوى العاملة.
- عمالة الأطفال.
- الصناعة التحويلية.
- أسعار المواد الغذائية.
- أسعار أهم مواد البناء (التجزئة).
- الحركة السياحية.

## رؤساء الجهاز
- لواء / خيرت بركات.[5][6]
- لواء / أبو بكر الجندي.[7]
- لواء / إيهاب علوي.[7]
- لواء / فاروق سعيد عبد العظيم.[7]
- لواء / مختار عوض.[7]
- فريق / جمال الدين محمود عسكر.[7]

## التشريعات المنظمة
- قانون رقم 35 لسنة 1960.[8]
- قرار رئيس الجمهورية رقم 2915 لسنة 1964.[9][10]
- قانون رقم 28 لسنة 1982.[11]
- قرار رئيس المجلس الأعلى للقوات المسلحة رقم 3 لسنة 2011.[12]
- قرار رئيس مجلس الوزراء رقم 193 لسنة 2020.[13]

## وصلات خارجية
- الموقع الرسمي للجهاز